# Köröstarcsa
Köröstarcsa là một thị trấn thuộc hạt Békés, Hungary. Thị trấn này có diện tích 62,8 km², dân số năm 2010 là 2544 người, mật độ 41 người/km².